# Cindy Pieterse
Cindy Pieterse (Amstelhoek, 25 september 1972) is een Nederlandse (tekst)schrijfster, comédienne en columniste. 
In de jaren negentig was Pieterse lerares op verschillende basisscholen. In 1997 sloot ze zich aan bij de stand-upcomedians van Comedytrain.
Als tekstschrijfster levert ze werk voor onder meer Sesamstraat, Studio Snugger en Dit was het nieuws. Voor het laatste programma is ze eveneens redactielid.
Ook maakte ze vier jaar lang deel uit van het cabaret van Spijkers met koppen. Ze was columniste voor onder andere Radio Tour de France, Q-music (Je dag is goed), Radio 1 (1 op vrijdag) en het Algemeen Dagblad.
Sinds 2016 is ze bij Radio Tour de France de rondemiss met De Kwis Die Niet Te Googelen Is. 
Ook is Pieterse columnist voor LINDA.nieuws. 